# Бойові отруйні речовини в Першій світовій війні

Монументальна картина «Отруєні іпритом» створена під впливом трагічних вражень від убитих і отруєних іпритом

До Першої світової війни використання отруйних хімікатів у бойових діях траплялось в окремих поодиноких випадках, мало не систематичний характер а усталена практика була відсутня як і відповідні настанови у військових трактатах. Стрімкий розвиток технологій призвів до широкого використання в промисловості отруйних речовин, які в ході Великої війни стали служити як хімічна зброя, зокрема — хлор та фосген.
Саме під час Першої світової війни, а надто — після хімічної атаки 22 квітня 1915 року в ході другої битви за Іпр почалось методичне вдосконалення та використання отруйних хімікатів як хімічної зброї.

## Основні хімічні речовини
Основні застосовувані в ході війни речовини не були новоствореними — їхнє відкриття припадало на XIX і навіть на XVIII століття: хлор (1774), синильна кислота (1782), хлороціан (1802), фосген (1812), іприт (1822), хлоропікрин (1848). До інших речовин, що були в розпорядженні сторін конфлікту станом на початок війни, належали: етилбромоацетат, хлороацетон, ксилілбромід, бензилбромід, бромоацетон, бромбензилціанід, акролеїн.
Ще до кінця 1915 року військами Антанти були застосовані перхлорометилмеркаптан (задушливої дії) та сльозогінний бензилйодид, а Німеччиною — фосген, котрий був у 18 разів токсичнішим за хлор, і у травні 1916 — його модифікація — дифосген. Два місяці потому Франція застосувала синильну кислоту і згодом хлороціан.

## Перші застосування

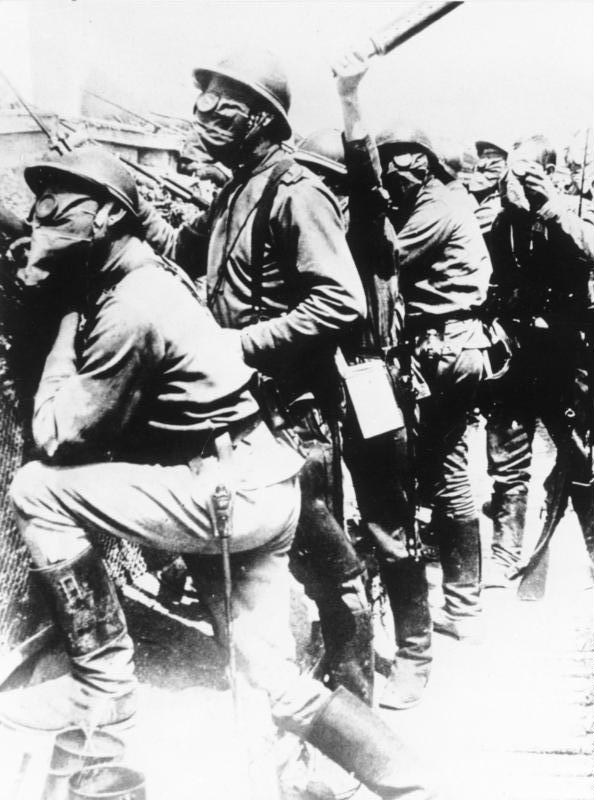
Солдати Російський експедиційний корпус в Шампані (Франція), 1916 або 1917 рік

Попри поширену думку, вперше застосувала хімічну зброю не Німеччина, а Франція. Подробиці були дещо заплутані взаємними звинуваченнями французьких та німецьких авторів одразу по завершенню війни, проте відомо, що у бойових діях французькі полісмени застосували табельні спецзасоби — гранати зі сльозогінним етилбромоацетатом в серпні та восени 1914 року.
Окрім ручних гранат французька армія мала в розпорядженні близько тридцяти тисяч набоїв споряджених 19 см³ етилбромоацетату для стрільби зі спеціальних 26-мм рушниць. Протягом осені 1914 ці гранати були витрачені й армія замовила нові гранати. Оскільки бром Франція імпортувала з Німеччини та Сполучених Штатів, довелось перейти на використання хлороацетону як активної речовини.
Попри те, що використана отруйна речовина мала переважно сльозогінну дію, гранати й набої використовували для атак на укріплення — капоніри, каземати, тощо, аби заважати кулеметникам та артилеристам ефективно виконувати свою задачу. Через малий об'єм речовини в набої, низьку ефективність, доводилось витрачати значну кількість даних боєприпасів, особливо коли йшлось про атаки на ненакриті траншеї.
Як зазначив у монографії 1924 року Фріц Габер, використаний французами етилбромоацетат був токсичнішим за використаний німцями ω-ксилілбромід, а смертоносність використаного під Іпром хлору надто перебільшена і тому, в принципі, його використання не відрізняється від застосування хімічних боєприпасів французами до того.
Німецький парламентський комітет також звернув увагу на те, що на той час ані Франція, ані Німеччина, ані будь-хто інший не виступив з формальним протестом проти перебігу «газової війни» а тому Гаазькі конвенції 1899 та 1907 років слід було вважати такими, що через мовчазну згоду сторін втратили свою чинність. Та навіть якщо вважати їх чинними, Німеччина начебто всього лише зробила крок у відповідь.
Франція тестувала такі гранати ще до початку війни і продовжувала застосовувати сльозогінний газ протягом усієї війни. Однак низька ефективність подібних засобів не зчинила значного резонансу у стані ворога і тривалий час залишалася малопомітною, особливо на фоні подальшого масштабного застосування хімічної зброї Німеччиною.

## Хлор

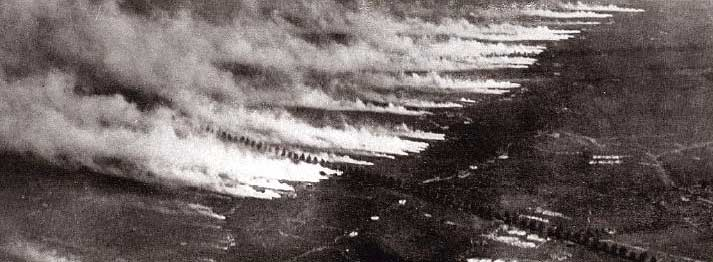
Розпилювання отруйних речовин під час Першої світової війни

Наприкінці 1914 року Габеру спало на думку використовувати хлор, що тоді у значних кількостях застосовувався для отримання барвників, пускаючи його за вітром на ворожі позиції.
Навесні 1915 року Габер переконав у цьому Вище командування Німеччини, а також отримав дозвіл на створення спеціального військово-наукового підрозділу Піонерський полк 35, військовики якого тренувалися для проведення хімічних атак і мали передове захисне спорядження. До числа науковців полку також увійшли Отто Ган, Вільгельм Вестфаль, Ервін Маделунг, Джеймс Франк і Густав Герц. Першою ціллю для хлорної атаки командувач Генерального штабу Німеччини генерал Еріх фон Фалькенхайн обрав бельгійське місто Іпр.
В ході підготовки Габер розмістив поблизу міста понад 5 тисяч балонів зі стисненим хлором. Без сприятливого вітру він не міг випускати газ, в той час як супротивник обстрілював їхні позиції і подеколи навіть пробивав балони, внаслідок чого загинули 3 і отримали ушкодження 50 солдатів.
22 квітня 1915 року, дочекавшись сильного вітру з північного сходу, війська полку за наказом Габера відкрили вентилі на 5730 балонах, випустивши 168 тонн хлору по фронту шириною в 4 милі (6,4 км). Утворилася жовто-зелена стіна диму заввишки до 15 метрів, що рухалася на позиції французько-алжирських і канадських військ за швидкістю 30 м/хв. Солдати, що зазнавали ураження, не були укомплектовані достатнім захисним спорядженням, тому їм доводилося вмочувати у воді бавовняні пижі і прикривати обличчя. За різними підрахунками внаслідок газової атаки загинули та отруїлися від 3 до 15 тисяч чоловік.
Після успішної операції під Іпром Габер почав діяльність також на Східному фронті — у травні 1915 німецькі війська знову атакували російські позиції під Болімовим. Випущені 263 тонни хлору спричинили загибель 6 тисяч вояків. В результаті двох наступних газових атак по тих самих позиціях загинуло ще 25 тисяч чоловік (такі значні втрати пояснювалися відсутністю у російських військ необхідної захисної амуніції). А наймасштабніше застосування хлору відбулося у жовтні під французьким Реймсом — тоді з 25 тисяч балонів його було випущено 550 тонн.

## Іприт

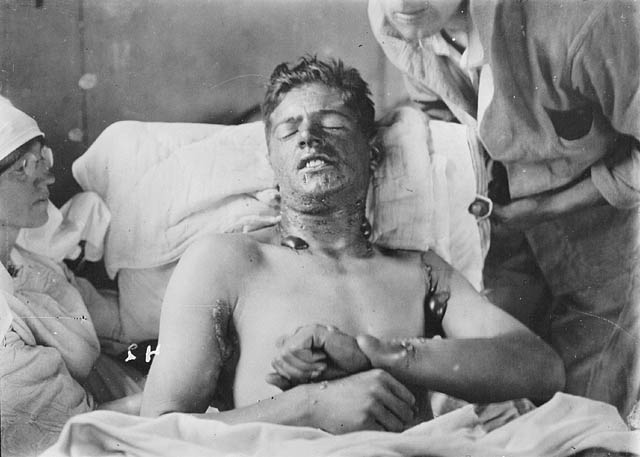
Канадський солдат, що отримав опіки шкіри внаслідок дії іприту (1917—1918)

12 липня 1917 року у битві поблизу Іпру Німеччина ввела в дію іприт — речовину шкірно-наривної дії, котра завдавала уражень по всіх незахищених ділянках тіла і була названа «королем хімічної зброї». Перше масштабне його застосування відбулося за тиждень, коли німці атакували сили Великої Британії під Ньївпортом, — поранення тоді дістали 14000 чоловік, 500 з яких померли у перші три тижні. Наступного місяця по позиціях 2-ї французької армії було випущено 100 тисяч іпритних снарядів, що призвело до ураження 20 тисяч чоловік.
Серед хімічної зброї найбільші втрати спричинило застосування іприту — на нього припало у 8 разів більше жертв, ніж від усіх інших отрут разом узятих.

## Оцінки

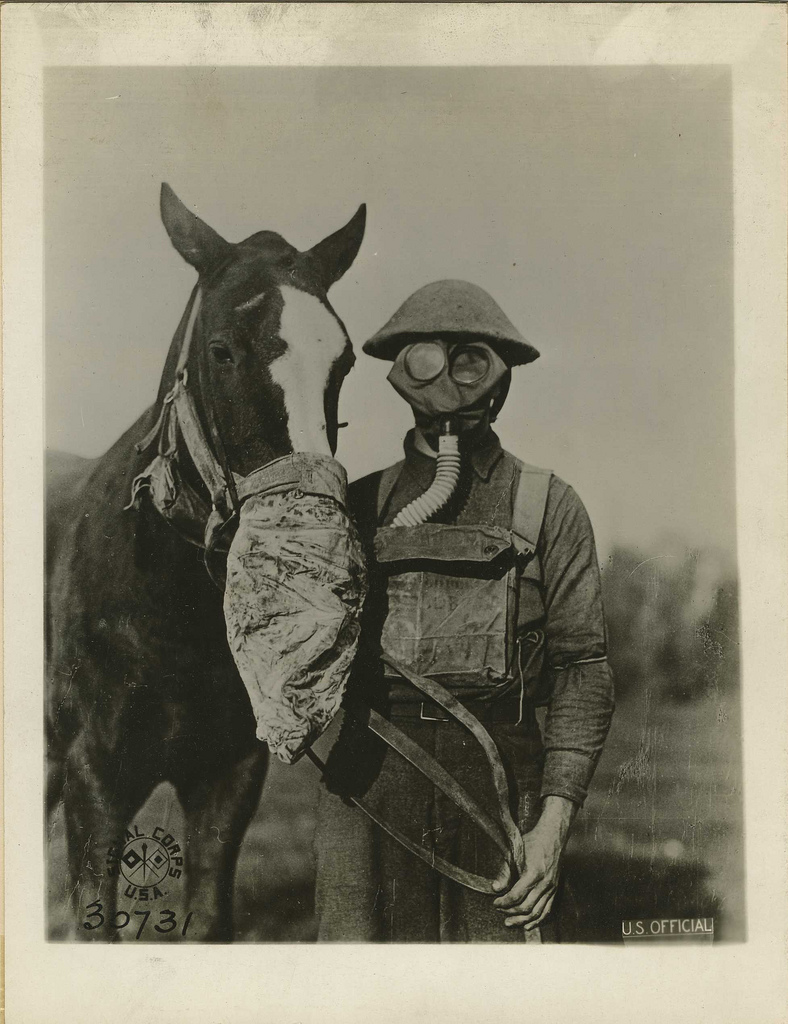
Захисту від отруйних газів потребували не лише люди, але й коні

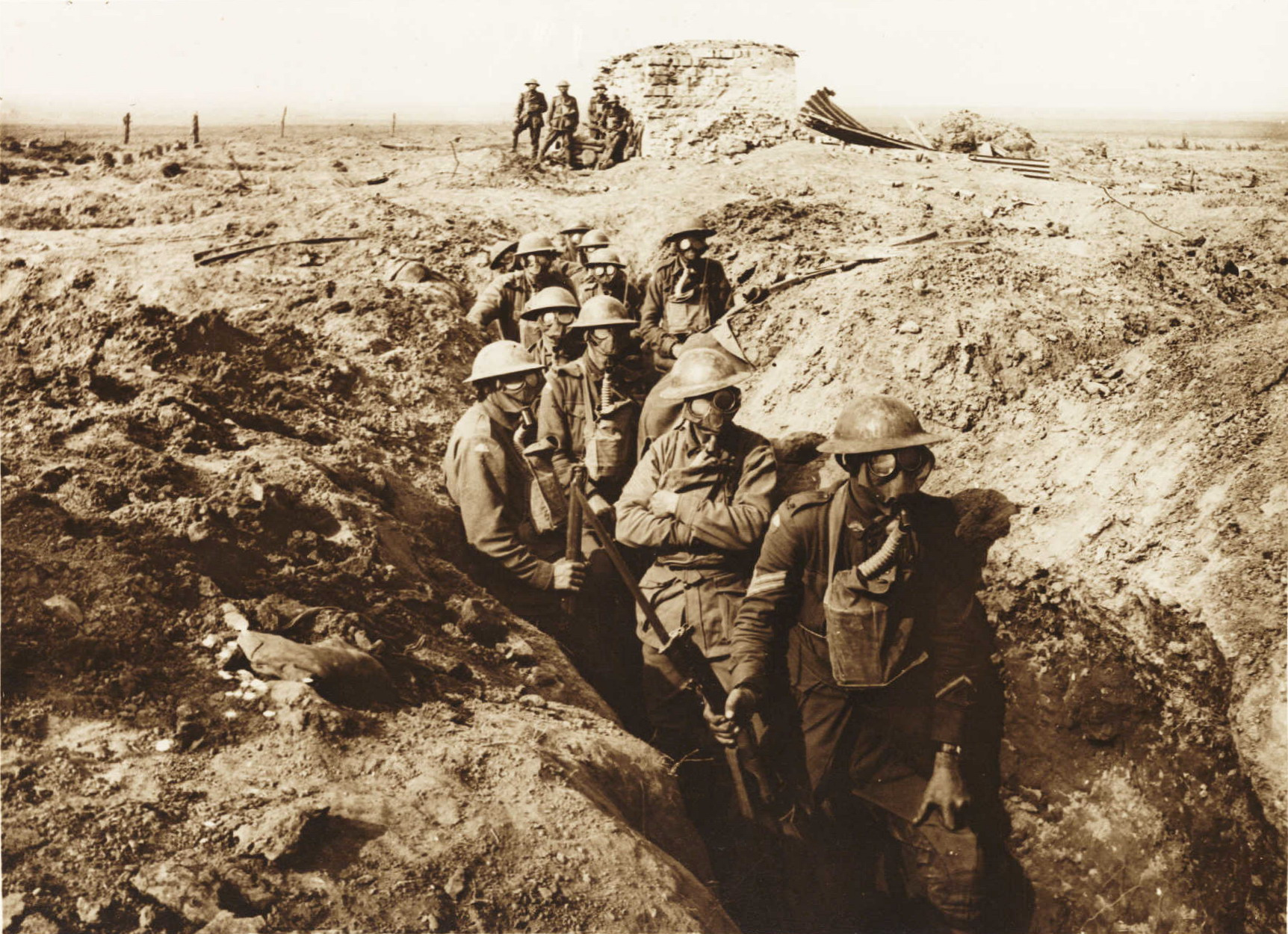
Австралійська піхота в передовій траншеї з вдягненими респіраторами під час битви за Полігон Вуд (частина третьої Іпрської битви)

Оцінки впливу хімічної зброї на перебіг бойових дій та результати Першої світової війни різняться.
Встановити точну кількість поранених та вбитих від застосування хімічної зброї надзвичайно складно: частину медичних записів було втрачено, частину жертв не обраховано через неможливість встановити точну причину поранення чи смерті. В залежності від обставин сторони вдавались до навмисного применшення чи прибільшення втрат від хімічної зброї як у себе, так і у супротивника.
За підрахунками Людвіґа Габера, без урахування втрат в російській армії, застосування хімічної зброї призвело до близько пів мільйона втрат у живій силі (як пораненими, так і до 20 тисяч загиблими).
Як зазначає сам Габер хімічна зброя була новим та невідомим інструментом для військових. Окрім браку попереднього досвіду застосування, було відсутнє розуміння тактики, принципів та способів найкращого використання нових озброєнь. Протягом війни хімічна зброя зазнала стрімкого розвитку — від газових циліндрів на початку, до хімічних артилерійських снарядів ближче до кінця війни.
В 1918 році, до 28 % німецьких снарядів містили хімічні отруйні речовини — рекордний показник серед всіх сторін конфлікту. На цей рік припадає і основна частина жертв хімічної зброї на Західному фронті — до трьох чвертей поранених та до половини загиблих.
З одного боку, поява протигазів, вдосконалення навичок хімічного захисту та низька ефективність хімічної зброї першого покоління дали підстави вважати, що застосування «отруйних газів» вплинуло на перебіг війни не істотно. Особливо поширеною така думка стала після Другої світової війни, протягом якої хімічна зброя за винятком японсько-китайської війни переважно не використовувалась.
З іншого боку, хоча протигаз надійно захищав від отруєння «газами», а ураження шкіри іпритом було далеко не завжди смертельним, постійне відчуття небезпеки бути отруєним навіть від будь-якої калюжі чи нізини в окопі виснажувала війська психологічно та фізично. Протигаз відбирав можливість розмовляти, заважав диханню, звужував поле огляду, створював незручності, що заважали вести бойові дії. Втрата беззахисних тварин (в першу чергу — коней) руйнувала логістику, що унеможливлювало вчасне підвезення боєприпасів, евакуацію поранених, маневр артилерійських знарядь тощо.
Страх несподіваної задухи, втрата можливості спілкуватись з побратимами, психологічний ефект а не кількість жертв передані автором в творі Еріха Марії Ремарка «На Західному фронті без змін».
Інвестиції всіх сторін у розробку та виробництво хімічної зброї протягом Першої світової війни лише зростали. Так само й застосування хімічної зброї лише збільшувалось та поширювалось, що може свідчити про те, що на думку тогочасного командування «отруйні гази» мали істотний вплив на перебіг бойових дій та були важливою складовою арсеналів озброєнь.